# 프라무댜 아난타 투르

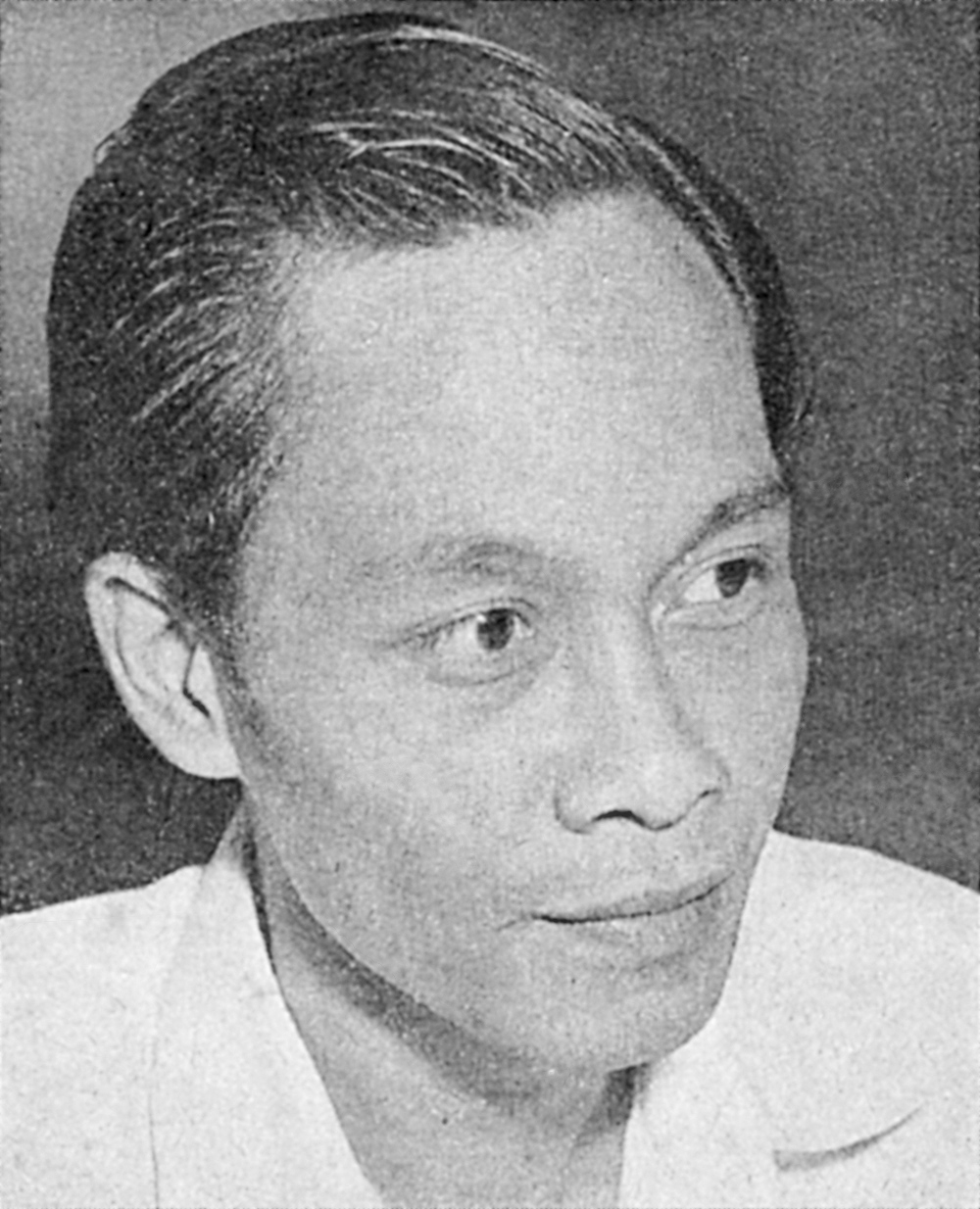
프라무댜 아난타 투르

프라무댜 아난타 투르(인도네시아어: Pramoedya Ananta Toer, 프라무디아 아난타 토르, 1925년 2월 6일 ~ 2006년 4월 30일)는 소설, 수필, 역사 등 여러 분야를 아우르는 집필 활동을 펼친 인도네시아의 작가이다. [[중앙자와주] 블로라 출신인 프라무댜는 주로 모국인 인도네시아에 관한 작품을 남겼는데, 그의 작품 배경이 되는 시기는 네덜란드의 식민 시기부터 인도네시아 독립 투쟁, 제2차 세계 대전에서의 일본 점령기, 수카르노와 수하르토의 독립 인도네시아 시기 등 인도네시아 근현대사의 전 범위에 걸쳐 있다.
인도네시아의 권위주의 정부가 프라무댜의 일부 작품을 정권에 비판적인 것으로 보았기 때문에, 인도네시아 밖에서 프라무댜의 명성이 높아져 가고 있었음에도 정작 인도네시아 내에서는 그의 작품을 출판할 때 검열을 받아야 했다. 그러던 와중, 수카르노 정권에서 수하르토 정권으로 정치권력의 축이 이동하면서 정세 급변과 권력 투쟁이 일어나던 시기에 프라무댜는 결국 체포되었다. 그가 전 정권과 이런저런 문제로 마찰을 빚긴 했지만, 신세력이 보기에는 여전히 전 정권의 잔재로 보였기 때문이었다. 프라무댜는 정치범들의 유형지인 부루섬으로 보내졌는데, 이 곳에서 가장 유명하고 중요한 작품인 부루 4부작을 구성하게 된다. 수감지에서의 문학활동은 허용되지 않았기 때문에, 그는 원고를 섬 밖으로 밀반출하기 전까지 수형자들에게 입에서 입으로 작품을 읊어 주면서 그 뼈대를 잡았다고 한다.
프라무댜는 초대 대통령인 수카르노와 그 자리를 이어받은 수하르토 둘 모두의 일부 정책에 반대했다. 그러나 식민주의나 인종주의에 대해 뚜렷이 발언했던 것과는 대조적으로, 국내 사안에 대한 정치적 비판은 그의 작품에서 비교적 미묘하게 드러나는 정도다. 이와 같이 때로 강도의 차이는 있었지만, 프라무댜가 오랫동안 수형지 생활과 가택 연금을 겪으면서 표현의 자유와 인권의 지지자로서 인도네시아 사회에 큰 반향을 불러일으켰던 것은 확실한 사실이다.

## 주요 작품 목록
- Kranji-Bekasi Jatuh (1947) (크란지 브카시 함락되다)
- Perburuan (1950) (도망자)
- Keluarga Gerilya (1950) (조국이여 조국이여) : 한국어 번역본 존재
- Bukan Pasar Malam (1951) (야시장이 아니다)
- Cerita dari Blora (1952)
- Gulat di Jakarta (1953) (자카르타에서의 레슬링)
- Korupsi (1954) (부패)
- Midah - Si Manis Bergigi Emas (1954)
- Cerita Calon Arang (1957)
- Hoakiau di Indonesia (1960) (인도네시아의 화교)
- Panggil Aku Kartini Saja I & II (1962) (나를 카르티니라 불러 주오)
- 부루 4부작
  - Bumi Manusia (1980) (인간의 대지) : 한국어 번역본 존재
  - Anak Semua Bangsa (1980) (모든 민족의 아들) : 번역 예정이었으나 발간되지 않음
  - Jejak Langkah (1985) (발자취)
  - Rumah Kaca (1988) (유리의 집)
- Gadis Pantai (1982) (해변의 소녀)
- Nyanyi Sunyi Seorang Bisu (1995) (어느 벙어리의 슬픈 노래)
- Arus Balik (1995) (역류)
- Arok Dedes (1999) (아록 데데스)
- Mangir (1999)
- Larasati (2000)

## 같이 보기
- 부루 4부작
- 인간의 대지

## 참고 문헌
- 프라무디아 아난타 토르, 정성호 역, 『밍케: 인간의 대지 1 2』, 오늘, 1997
- 영어 위키백과